# احمدآباد کربال
احمدآباد کربال ، روستایی از توابع بخش مرکزی شهرستان خرامه در استان فارس ایران است.

## جمعیت
این روستا در دهستان خیرآباد قرار دارد و براساس سرشماری مرکز آمار ایران در سال ۱۳۸۵، جمعیت آن ۵۷۶ نفر (۱۳۶خانوار) بوده‌است.